# Ірса
Ірса, Ірсе, Ірс або Урсе (ймовірно, VI ст.) — трагічна героїня ранньої скандинавської легенди. Її зазвичай характеризують як дружину шведського короля Адільса та матір данського короля Грольфра Кракі.
Її історія зафіксована в кількох різних версіях. У всіх версіях вона розглядається як бажана і чарівна дівчина. Загальне ядро її характеру полягає в тому, що між нею та її батьком, Гелґою, відбуваються інцестуальні сексуальні стосунки, причому вони обоє спочатку не знають про свою спорідненість. У більшості версій Ірсу насильно зґвалтував Гелґа, і лише згодом вони обоє дізнаються від королеви Олуф, що вони насправді є родичами. Через це Ірса покидає Гелґу, і в одній версії Гелґа незважаючи ні на що хоче продовжувати їхні інцестні стосунки. В інших версіях Гелґа накладає на себе руки від мук совісті.
Розповідь саги про Ірсу пов'язана з розповіддю короля Беовульфа. Гелґа ідентифікований як молодший брат короля Хротґара, який дістає допомогу від Беовульфа, а традиція Ірси свідчить про те, що король Грольф Кракі є сином Гелґи. Такі перекладачі, як Бертон Раффель, припустили, що її ім'я виправлено з пошкодженого рядка в рукописі «Беовульфа».

## Науковий аналіз
Ім'я Ірса не відоме з інших норвезьких джерел і може походити від латинського Ursus («ведмідь»). Припускають, що якщо вона мала якесь історичне минуле, то могла бути франкинею і потрапити в полон до данського короля Гелґи під час одного з його набігів. Науковці відзначають хронологічні невідповідності в переказах про Ірсу, в дослідженнях щодо того, чи є в них історичне підґрунтя. Коли Арілс був достатньо дорослим, щоб одружитися, Ірса також уже була дорослою, і їхній шлюб мав політичне підґрунтя. За теорією, вона була сестрою Гелґи, а до одруження з Арілсом була дружиною його брата Алі. Таким чином можна пояснити виправлений рядок у «Беовульфі» (1. 62).

## В ісландських сагах

### Сага Грольфра Кракі
У «Сазі Грольфра Кракі» Гелґі (тобто Гелґа) пішов до саксів, бажаючи посвататися до їхньої войовничої королеви Олуф. Однак вона не зацікавилася і принизила Гелґі, поголивши йому голову, обмазавши дьогтем, поки він спав, і відправивши його назад на корабель. Через деякий час Гелґі повернувся і за допомогою хитрощів викрав королеву на деякий час, за який він зробив її вагітною.
Повернувшись до свого королівства, королева народила дитину, дівчинку, яку назвала Ірса на честь свого собаки. Ірсу відправили жити пастушкою, доки їй не виповнилося 12 років, коли вона зустріла свого батька Гелґі, який закохався в неї, не знаючи, що це його дочка. Олуф промовчала про її походження і вважала, що це її помста за те, що Гелґі одружився з його власною донькою. У Гелґі та Ірси народився син Грольф Кракі (Гродульф).
Дізнавшись, що Гелґі та Ірса щасливо живуть разом, королева Олуф поїхала до Данії, щоб відкрити доньці правду. Ірса була шокована, і хоча Гелґі хотів, щоб їхні стосунки залишилися такими, як були, Ірса наполягла на тому, щоб залишити його самого. Пізніше шведський король Арільс (Адільс) взяв її за свою дружину, що зробило Гелґі ще більш нещасним.
Загубивши Ірсу, Гелґі вирушив за нею до Уппсали, але був убитий Арільсом у битві. Ірса, звісно, була засмучена тим, що найближчу їй людину вбив її чоловік, і пообіцяла Арільсу, що всі його берсерки будуть перебиті, якщо вона зможе цьому зарадити. У товаристві короля вона не стала щасливішою і не була зацікавлена в тому, щоб помиритися з ним. Пізніше, коли молодий шведський воїн на ім'я Свіпдаґ прибув, щоб випробувати свої навички, вона дуже підтримувала його в боях з берсерками, які врешті-решт були вбиті. Свіпдаґ вирішив не залишатися з королем Адільсом і натомість шукав служби у сина Іорси, Грольфра, який змінив Гелґі на посаді короля Данії.

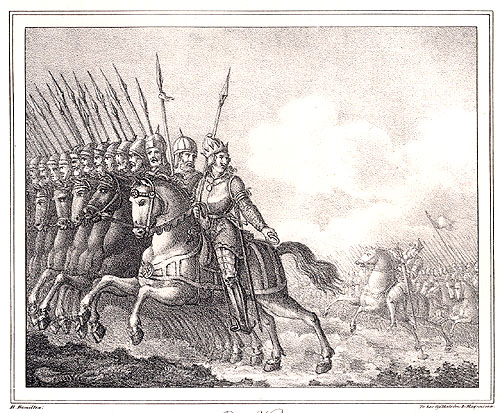
Грольф Кракі втікає від шведського короля Адільса на Фірісвеллірі

Через деякий час, коли Арільс заборгував Грольфру не лише золото, яке він забрав у Гелґі під час битви, але й данину за допомогу у боротьбі з королем Алі (тобто Онелою з «Беовульфа») у битві на льоду озера Вейнерн, Грольф прибув до Упсали, щоб зібрати свою данину. Арільс робив усе можливе, щоб зупинити Грольфра різними хитрощами, але йому довелося піти, щоб зібрати підкріплення. Поки шведського короля не було, Ірса дала синові більше золота, ніж йому належало. Потім вона дала Грольфру та його людям дванадцять найкращих коней шведського короля (Арільс славився своїми добре виведеними кіньми), а також всі необхідні їм обладунки та провізію.
Грольф ніжно попрощався з матір'ю і вирушив над Фюрісвеліром. Побачивши Арільса та його воїнів, які гналися за ним, вони розкидали золото за собою. Арільс побачив на землі свій дорогоцінний Свіаґріс і нахилився, щоб підняти його списом, тоді Грольф рубонув його мечем по спині та радісно вигукнув, що він зігнув спину наймогутнішій людині Швеції.
Пізніше Грольф був убитий своїм зятем Георовардом (тобто Георгієм «Беовульфа») через зраду, і коли битва відбулася за сестру Грольфра, Данією правила напівельфійка Скульд. Ірса помстилася, пославши велике шведське військо на чолі з Воггом, який захопив Скульда до того, як вона змогла зібрати свою армію. Скульд була закатована до смерті, а доньки Грольфа перебрали владу над Данією.
Ця розповідь нагадує розповідь «Gesta Danorum», але більш складна. Помітною відмінністю є те, що Ірса більше не данка, а сакска, і що Ірса залишилася у Швеції, коли її син Гродульф утік із Едгільса із золотом.

### Сага про Скьольдунґа
У «Сазі про Скьольдунґа» розповідається, що Гельґо (Гелґа) був королем Данії разом зі своїм братом Роасом (Гродґаром). Гельґо зґвалтував Олаву, королеву саксів, і вона народила дочку на ім'я Ірса. Згодом дівчина вийшла заміж за короля Швеції Аділла (Адільса). У Ірси та Аділла народилася донька Скульда.
Кілька років по тому Гельґо напав на Швецію і захопив Ірсу в полон. Він зґвалтував Ірсу, свою власну доньку, і забрав її назад до Данії, де вона народила сина Рольфо (Гродульфа). Через кілька років мати Ірси, королева Олава, приїхала до неї в гості і сказала, що Гельґо — її рідний батько. У жаху Ірса повернулася до Аділла, залишивши сина. Гельґо помер, коли Рольфо було вісім років, і Рольфо став його спадкоємцем і правив разом зі своїм дядьком Роасом. Трохи згодом Роаса вбили його зведені брати Рекус і Фродо (Фрода), після чого Рольфо став одноосібним королем Данії.
У Швеції Ірса та Аділл одружили свою Скульду за королем Еланду, Гьорварда (також відомого під іменами Гйорвард та Гевард, і який відповідає Георовіарду в «Беовульфі»). Оскільки про цей шлюб не порадилися з її зведеним братом Рольфо, він розлютився, напав на Оланд і зробив Гьорварда та його королівство даниниками Данії.
Аділл попросив допомоги у Рольфо проти норвезького короля Але (Онела). Рольф відправив своїх берсеркерів, але коли війна була виграна, Аділл відмовився платити. Рольф прибув до Упсали і після деяких пригод зміг втекти з золотом Аділла, якому допомогла його мати Ірса, і «посіяв» його на Фюрісвелірі.
Ця розповідь відрізняється від «Саги про Грольфра Кракі» тим, що Ірса спочатку була мирно одружена з Аділлом, а потім потрапила в полон до Гелґи, який зґвалтував її і зробив її вагітною Гродульфом. У «Сазі про Грольфра Кракі» вона вперше потрапила в полон до Гелґи, який мав при собі Гродульфа. Дізнавшись, що Гелґа — її батько, вона повернулася до Саксонії, звідки її викрав Аділльс. У «Сазі про Грольфра Кракі» Гелґа гине при спробі врятувати її від Еадгільса, тоді як «Сага про Скьольдунгу» представляє її шлюб з Еадгільсом як більш щасливий, а Гелґа загинув в іншій військовій експедиції.

### Сага про Скьолдунґа
«Сага про Скьолдунґа» була використана Сноррі Стурлусоном як джерело, коли він розповідав історію про Арільса (Адільса) та Ірсу. Те, що залишилося від «Саги про Скьолдунґа», — це латинське резюме Арнгрімура Йонссона, тому обидві версії в основному однакові, головна відмінність полягає в тому, що версія Арнгрімура є більш короткою.
Сноррі розповідає, що Арільс відправився грабувати саксів, королем яких був Гейр'юфр, а королевою Алоф Великий. Короля і королеви не було вдома, тож Арільс і його люди спокійно пограбували їхню резиденцію, переганяючи худобу і бранців на кораблі. Однією з бранців була напрочуд гарна дівчина на ім'я Ірса, і Сноррі пише, що незабаром всі були вражені цією вихованою, гарною і розумною дівчиною. Найбільше був вражений Арільс, який зробив її своєю королевою.
Через кілька років Гелґі (Гелґа), який правив у Лейре, напав на Швецію і захопив у полон Юрсу. Він зґвалтував Ірсу, свою власну доньку, і відвіз її назад до Лейре, де у них народився син, Грольф (Грорульф). Коли хлопчикові виповнилося три роки, мати Ірси, королева Саксонії Алоф, приїхала до неї в гості і сказала, що її чоловік Гелґі — її рідний батько. Вжахнувшись, Ірса повернулася до Арільса, залишивши сина, і перебувала у Швеції до кінця свого життя. Коли Грольфру було вісім років, Гелґі загинув під час військової експедиції, і Грольф був проголошений королем.
Сноррі завершує свою розповідь короткою згадкою про те, що «Сага про Скьолдунґа» містила розгорнуту розповідь про те, як Грольф прийшов до Уппсали і посіяв золото на Фірісвеллірі.

### Скальдскапармал
У «Мові поезії» чоловік Ірси, король Адільс, попросив допомоги у сина Ірси Грольфра проти норвезького короля Алі (Онела). рольф був зайнятий боротьбою із саксами, але відправив своїх берсерків.
Коли Грольф почув, що Арільс відмовився платити, він вирушив до Упсали. Вони привели кораблі до річки Фіріс і разом з дванадцятьма берсеркерами поїхали прямо до палацу шведського короля в Упсалі. Ірса привітала їх і провела до своїх покоїв. Для них розпалили вогнища і роздали напої. Однак дров у вогнища було накидано так багато, що на їхніх тілах почав горіти одяг. Грольфру та його воїнам це набридло, і вони кинули придворних у вогонь. Прибула Ірса, дала їм ріг, повний золота, перстень Свіаґріс і попросила їх тікати. Коли вони переїжджали через Фірісвелір, то побачили, що їх переслідують Арільс та його люди. Тікаючи, вони кинули на рівнину золото, щоб переслідувачі зупинилися і забрали його. Арільс, однак, продовжував переслідування на своєму коні Сленґвірі. Тоді Грольф кинув Свіаґріс і побачив, як Арільс нахилився, щоб підняти перстень списом. Грольф вигукнув, що бачив, як наймогутніша людина Швеції зігнула спину.

### Ґроттасонґр

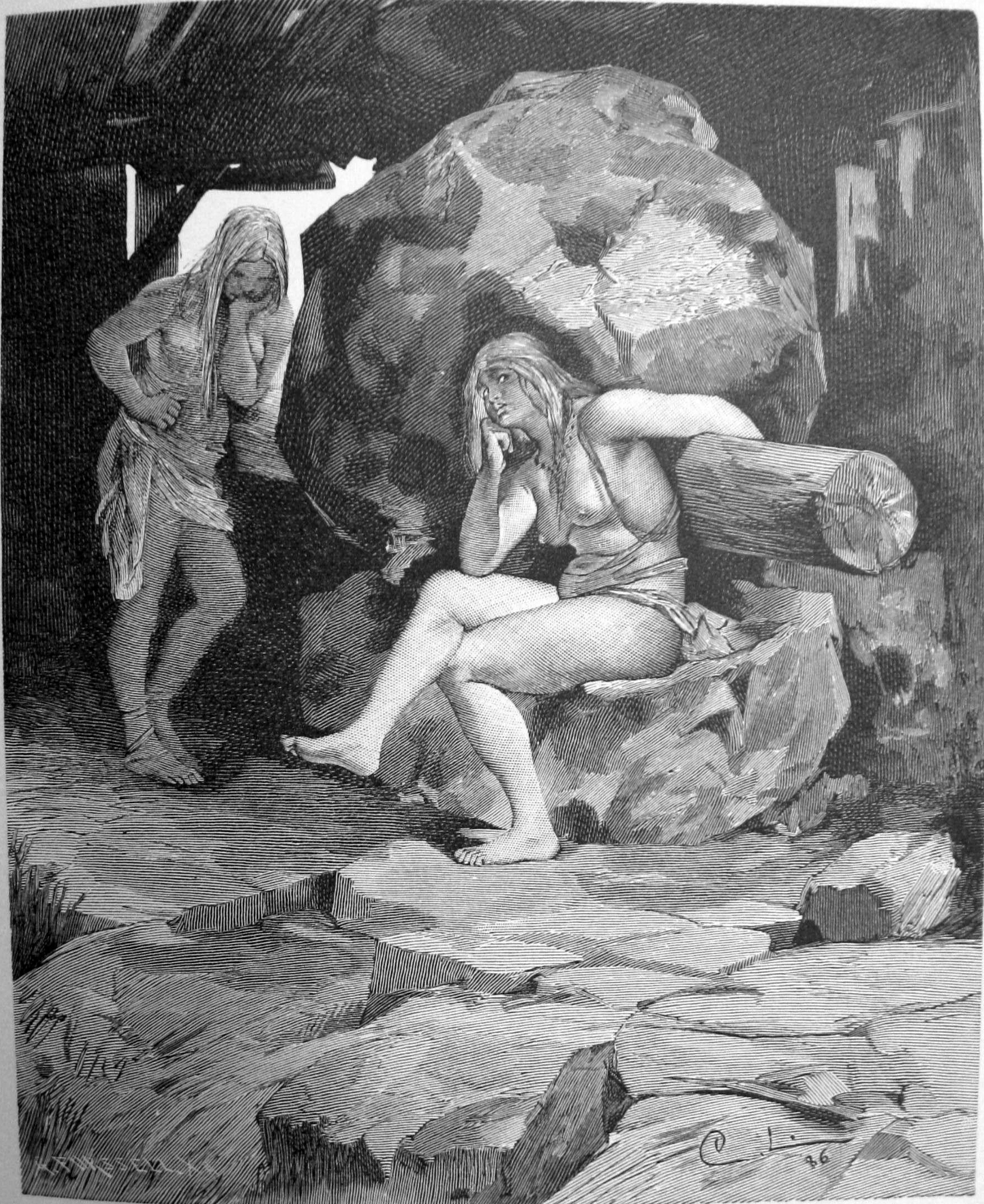
Феня і Меня на млині

«Ґроттасонґр» містить строфу (№ 22), яку співають велетні Феня та Меня. Він лише називає Ірсу та ситуацію, коли її син і брат (тобто Гродульф) помститься Фроді:
| Mölum enn framar. Мун Ірсу синр, niðr Halfdanar, hefna Fróða; sá mun hennar: heitinn verða: burr ok bróðir, vitum báðar þat. | Продовжуймо працювати! Син Йирси, родич Гальфдана, помститься за Фроді: Він з її волі: буде названий: сином і братом: ми обоє це знаємо. |

Цей твір не може посилатися на «Сагу про Грольфра Кракі», де Фрода був зведеним братом Гальфдене, оскільки цей Фрода був убитий Грольґаром. Однак його можна інтерпретувати через «Сагу про Скьолдунґа», в якій дядько Грольфра Грольґар був убитий своїм зведеним братом Фродою.

## В інших досучасних джерелах

### Хроніка Летренса та Лундські аннали
«Хроніка Летренса» (і включені «Лундських анналів») розповідає, що одного разу датський король Гельґе прибув до Галланда / Лолланда і переспав з Торе, дочкою одного з фермерів Ро. Це призвело до народження Ірси. Значно пізніше він зустрів Ірсу і, не знаючи, що вона його дочка, запліднив її Рольфом Краґе. Зрештою, він дізнався, що Ірса — його рідна дочка. Після цього він вирушив на схід і наклав на себе руки. Ро — це той самий персонаж, що й Гродґар, який прийняв «Беовульфа» в Хеороті. Його співкороль Гельґе — це брат Грольґара, а Рольф Краґе — це той самий персонаж, що й племінник Грольґара, Грольф. Однак у «Беовульфі» ніколи не пояснюється, яким чином вони були дядьком і племінником.

### Діяння данів
«Діяння данів» (Книга 2) повідомляє, що Гельґо був братом данського короля Ро, але тоді як Ро був королем данських земель, Гельґо успадкував море. Одного разу під час своїх морських мандрів він прибув до Тур'є, де знайшов і зґвалтував молоду дівчину Тору, яка завагітніла Урсою. Коли Гельґо через багато років повернувся до Тур'є, Тора помстилася за втрачену цноту, відправивши Урсу до батька, який, сам того не знаючи, зґвалтував власну доньку. Так з'явився Ролуо Кракі.
Під час шведського вторгнення Ро був убитий Готброддом, королем Швеції. Гельґо помстився за смерть брата і змусив шведів платити данину. Однак потім він вирішив покінчити життя самогубством через сором за інцест з Ірсою, і їхній син Ролуо Кракі став його наступником. Новий король Швеції Атісл вирішив, що данина данцям буде меншою, якщо він одружиться з матір'ю данського короля, і взяв Урсу за свою королеву. Однак через деякий час Урсе була настільки засмучена жадібністю шведського короля, що вигадала хитрість, щоб втекти від короля і водночас звільнити його від своїх багатств. Вона підбурила Атісла повстати проти Ролуо і влаштувала так, що Ролуо запросили до себе і пообіцяли багаті подарунки.
Коли бенкет тривав три дні, Урсе і Ролуо рано вранці втекли з Упсали в каретах, куди вони поклали всі скарби шведського короля. Щоб полегшити свою ношу і відволікти увагу воїнів, які переслідували їх, вони розкидали на своєму шляху золото, хоча ходили чутки, що вона розкидала лише позолочену мідь. Коли Атісл, який переслідував втікачів, побачив, що на землі лежить дорогоцінний перстень, він нахилився, щоб підняти його. Ролуо зрадів, побачивши, що шведський король нахилився, і втік на кораблях разом з матір'ю.
Ця розповідь більш детальна, ніж у «Хроніка Летренса» та «Лундських анналів». Гельґо — це той самий персонаж, що й Гелґе/Гелґа. Його брат данський король Ро — це той самий Гродґар, Ролуо — це той самий Грольф/Рольф Краґе, а шведський король Атісл — це той самий Адільс, шведський король «Беовульфа». Ірса тут названа Урсою, а історія втечі її сина від шведського короля з усіма його скарбами зустрічається і в наступних оповіданнях. Прикметно, що всі данські джерела — «Хроніка Летренсе», «Лундські аннали» та «Діяння данів» — різняться в тому, де Гелґа знайшла Ірсу, але роблять її данкою. З іншого боку, ісландські джерела вважають її сакскою, а не данкою.

### Беовульф
Поема «Беовульф» читається (рядки 59–63):
59  Ðæm feower bearn    forðgerimed
60  in worold wocun    weoroda ræswa
61  heorogar. 7 hroðgar    7 halga til
62  hyrde ic ꝥ    elan cwen
63  heaðo-Scilfingas    healsgebedda
У перекладі текст виглядає так:
59 Четверо дітей було пораховано,
60 народжених у світі, володар війська:
61 Геороґар, і Гротґар, і доблесний Галґа,
62 чув я, що королева …-ела,
63 дружина в обіймах грізних Скілфінгів.
Очевидно, що з рядком 62 щось не так. Випало ім'я дочки, дочки, яка була дружиною когось, чиє ім'я закінчується на -ела і хто був Скілфінгом, тобто належав до королівської династії Швеції. Досить імовірно, що в якийсь момент під час копіювання поеми переписувач не зміг розібратися з точним написанням цих імен і тому залишив текст незаповненим, щоб потім виправити його. Це ніколи не було виправлено, і тому імена були втрачені в пізніших копіях.
За давньоанглійськими поетичними правилами алітерації ім'я доньки також має починатися з голосної. Зазвичай обирають ім'я Ірс або Yrse, оскільки скандинавська традиція багато говорить про Yrsa, онуку Гельфдене та дружину шведського короля Адільса. Це передбачає значну зміну імен та ролей, оскільки Адільс є ворогом Онели. У скандинавських текстах Онела з'являється як Алі. Відповідно, багато редакторів і перекладачів вважають за краще просто зазначити, що рядок спотворений. Інші, такі як Бертон Раффель, передають відсутній уривок як Ірс (тобто Ірса), а сучасні коментарі іноді згадують про шлюб Онели та Ірси, не вказуючи на те, що він існує, лише через дещо сумнівну гіпотетичну поправку.

## У фільмі
Персонаж на ім'я Ірса озвучена Леслі Хартер Земекіс (дружина Роберта Земекіса) в анімаційній версії «Беовульфа» 2007 року. Її єдина роль у фільмі — це залицяння воїна Ґеатиша Гондсіо.

## Уточнення
1. ↑  Датування ніколи не викликало суперечок. Воно випливає з внутрішньої хронології самих джерел і датування набігу Гігелака на Фризію бл. 516 року. Це також підтверджується археологічними розкопками курганів Еадгілс та Охтер у Швеції. Для обговорення див., наприклад, Birger Nerman, Det svenska rikets uppkomst (1925) (шведською мовою). Презентації археологічних знахідок див., наприклад, Elisabeth Klingmark's Gamla Uppsala, Svenska kulturminnen 59, Riksantikvarieämbetet (шведською мовою), або цю англомовну презентацію Шведської ради національної спадщини [Архівовано 2007-08-24 у Wayback Machine.]
2. ↑  Галланд згідно з власне Хронікою Летренса, Лолланд згідно з включеними до неї Лундськими анналами.